# Takehiro Tomiyasu
Takehiro Tomiyasu (Fukuoka, 5 de novembro de 1998), é um futebolista japonês que atua como lateral-direito e zagueiro. Atualmente está sem clube.

## Carreira

### Avispa Fukuoka
Iniciou sua carreira futebolista atuando em uma equipe local de Fukuoka, chamada Sanchiku Kickers. Com explosão e velocidade ele foi um dos jovens jogadores, que conseguiram ser selecionados para a equipe de Avispa Fukuoka Sub-15  e atuou no juvenil na mesma época em que estudava o colegial, jogando por 5 anos (2009-2014). Mesmo sem ter concluído os estudos, em 2016, foi promovido para a equipe principal fez sua estreia na J2.League em um jogo contra o F.C. Tokyo daquele mesmo ano.
Durante sua passagem pelo Avispa Fukuoka, o atleta atuou em 54 partidas e marcou 1 gol.

### Sint-Truiden
Em janeiro de 2018, ele assinou um contrato de três anos com o Sint-Truiden da Bélgica. Em 12 de maio de 2018, ele fez sua estréia na primeira divisão belga contra a Antuérpia F.C..

## Carreira internacional
Ele foi convocado pela primeira vez para a Seleção Japonesa Sub-13 quando tinha 12 anos de idade. Participou também das equipes Sub-16 que foi eliminada nas quartas-de-finais do Campeonato Asiático de 2014, Sub-17, Sub-18, Sub-19, Sub-20 e Sub-21. Sendo convocado para todas as equipas nacionais para participar em torneios continentais, o seu maior título pela Seleção foi o Campeonato AFC Sub-19 no Bahrein em 2016, onde foi campeão.
Pela seleção principal, foi convocado, e fez sua estreia em uma partida amistosa contra a seleção do Panamá. O Japão venceu pelo placar de 3x0 e o atleta não marcou nenhum gol.

## Títulos
Seleção Japonesa
- Campeonato AFC Sub-19: 2016

Arsenal
- Supercopa da Inglaterra: 2023